# Непальская Джаната Дал
Непальская Джаната Дал (непальск. नेपाली जनता दल, англ. Nepali Janata Dal) — непальская политическая партия, возникшая в 1995 году как Объединённая народная партия. Позиционирует себя как прогрессивную, националистическую и социалистическую партию.
ЦК партии состоит из 41 члена. На выборах в непальское Учредительное собрание 2008 года партия набрала 48990 голосов (0,46 %) и заняла два места.
На парламентских выборах в Непале в 2017 году набрала 22 049 голосов (0,23 %) и не прошла в парламент.